# ヨハンナ・ミュラー＝ヘルマン

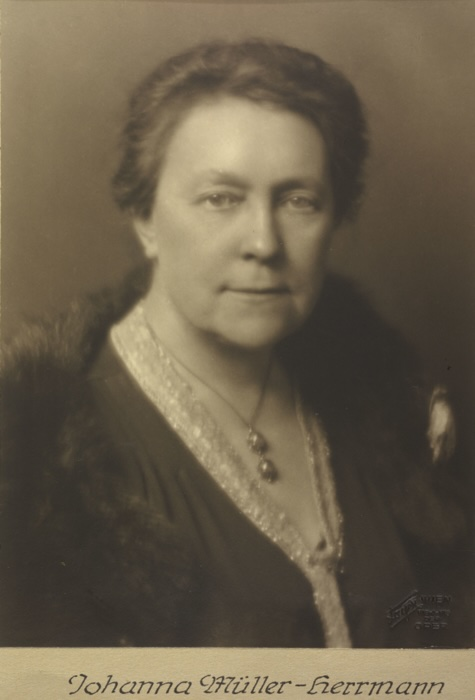
Johanna Müller-Hermann

ヨハンナ・ミュラー＝ヘルマン（Johanna Müller-Hermann, 1878年1月15日 ウィーン - 1941年4月19日 ウィーン）は、オーストリアの作曲家。結婚して二重姓となったが、旧姓はヘルマンのみだった。

## 生涯
良家の理想的な教育を受け、早くから他の兄弟姉妹とともに音楽教育を受ける。父親は文部省の局長であり、したがって高級官僚の身分であった。もっとも、彼女自身は時流のために、音楽家としての野心を追究することができず、教育課程を終えると、長年ウィーンの小学校で教師を務めた。
1893年にオットー・ミュラー＝マルティーニと結婚すると、それまでの要職をなげうって音楽の学習を続けた。ピアノとヴァイオリン、音楽理論をヨーゼフ・ラーボアに、音楽学をブルックナーの門弟グイード・アドラーに、作曲をフェルステルとツェムリンスキー、フランツ・シュミットに師事。1903年に《7つの歌曲 Sieben Lieder 》作品1を1903年に出版。ウィーン楽友協会と「閨秀作曲家の夕べ」における作品1の公開初演によって、マティルデ・クラリークの知遇を得る。1918年には恩師フェルステルによって、ウィーン市立音楽院の音楽理論の教授に採用された。
作品は多岐にわたっており、歌曲、合唱曲、管弦楽曲、室内楽曲を遺した。管弦楽曲の大半は、文学的に基礎付けられた標題音楽となっており、ホイットマンの『草の葉』によるオラトリオ《追悼 In memoriam 》も残している。
《英雄的序曲 Heroische Ouvertüre 》作品21とイプセンの戯曲による交響的幻想曲《悲劇『ブラン』のためのエピローグ Epilog zu einer Tragödie "Brand", Symphonische Phantasie nach Ibsens Drama》作品25は1995年にトロフォン・レーベルから、《弦楽四重奏曲 変ホ長調》作品6は1999年にニンバス・レーベルから頒布された。